# Lucia Poli
Lucia Poli (Firenze, 12 ottobre 1940) è un'attrice italiana, sorella di Paolo Poli nonché madre del musicista Andrea Farri, quest'ultimo compositore di colonne sonore cinematografiche.

## Biografia
Allieva di Giulio Preti all'Università di Firenze si è laureata nel 1963 in filosofia con una tesi su Maurice Merleau-Ponty, poi insegnante del liceo artistico di Firenze.
Iniziò la sua attività nel 1970 con il teatro per ragazzi, e successivamente con testi per la radio e la televisione.
Poco dopo seguì anche il suo debutto in teatro, dove affiancò il già famoso fratello Paolo in Femminilità (1972), giocando in un ambivalente scambio di ruoli.
A metà del decennio si mise in proprio, scrivendo i suoi testi e interpretando un suo personalissimo stile teatrale, sempre contraddistinto da una verve comica, ironica e satirica molto raffinata.
Tra i suoi più riusciti spettacoli teatrali, Liquidi (1976), Passi falsi (1979), C'era una volta (1980), Donne in bianco e nero (1994), Sorelle d'Italia (1995), Deliziosi veleni (1997), Antologia in attesa di una catastrofe (1998) di Stefano Benni, Per Dorothy Parker (1999), omaggio alla famosa scrittrice statunitense, e Il libro Cuore ed altre storie (2010), di cui è autrice in collaborazione con il regista Angelo Savelli.
Svariate anche le sue interpretazioni come attrice televisiva e cinematografica, in ruoli di contorno: nella pellicola Gostanza da Libbiano (2000) di Paolo Benvenuti è stata invece l'omonima protagonista.

## Filmografia

### Cinema
- Faccione, regia di Christian De Sica (1991)
- Albergo Roma, regia di Ugo Chiti (1996)
- Gostanza da Libbiano, regia di Paolo Benvenuti (2000)
- Amarsi può darsi, regia di Alberto Taraglio (2001)
- Sei come sei, episodio Ampio, rumoroso, vicino Metro, regia di Massimo Cappelli (2002)
- Week-end, cortometraggio, regia di Paola Columba (2002)
- La tigre e la neve, regia di Roberto Benigni (2005)
- Antonio Vivaldi, un prince à Venise, regia di Jean-Louis Guillermou (2006)
- Non c'è più niente da fare, regia di Emanuele Barresi e Alessandro Izzo (2007)
- Le ombre rosse, regia di Citto Maselli (2009)
- La doppia ora, regia di Giuseppe Capotondi (2009)
- Pazze di me, regia di Fausto Brizzi (2013)

### Televisione
- Andare e venire, regia di Giuseppe Bertolucci – film TV (1972)
- Strana storia del dottor White e del signor Black, regia di Norman Mozzato – film TV (1975)
- I tre moschettieri, regia di Sandro Sequi – serie TV (1976)
- Le affinità elettive, regia di Gianni Amico – miniserie TV (1978)
- Ma che cosa è questo amore, regia di Ugo Gregoretti – miniserie TV (1979)
- Viaggio a Goldonia, regia di Ugo Gregoretti – miniserie TV (1982)
- Il padre delle spose, regia di Lodovico Gasparini – film TV (2006)
- Miacarabefana.it, regia di Lodovico Gasparini – film TV (2009)
- SOS Befana, regia di Francesco Vicario – film TV (2011)

## Teatro

### Attrice
- Le fiabe del Basile, regia di Wilma Ciurlo (1972)
- La festa, di Lucia Poli e Gianfranco Varetto, Beat '72 di Roma (1973)
- Apocalisse!, di Paolo Poli, Lucia Poli ed Edoardo Sanguineti (1973)
- La contessa e il cavolfiore, di Mario Moretti e Lucia Poli, regia di Donato Sannini (1973)
- Femminilità, di Paolo e Lucia Poli (1975)
- E... con... Balzac, da Honoré de Balzac, regia di Lucia Poli (1976)
- Liquidi, di Lucia Poli e Simonetta Leonetti (1976)
- Mine-Haha ovvero Dell'educazione fisica delle fanciulle, di Frank Wedekind, regia di Lucia Poli, Julio Zuloeta ed Emanuele Vacchetto (1977)
- In casa, fuori casa, alle porte di casa, di Lucia Poli (1978)
- Passi falsi, di Lucia Poli e Giuseppe Bertolucci (1979)
- Happening Kongcerto, testo e regia di Arturo Annecchino (1979)
- Achille in Sciro, da Metastasio, regia di Lucia Poli (1980)
- Paradosso, da Aldo Palazzeschi, con Paolo Poli (1981)
- La scimmia, da Karen Blixen (1982)
- Cielo e terra, di Gerlind Reinshagen (1984)
- Ciglia finte, di Lucia Poli (1984)
- Flash-back, di Lucia Poli (1984)
- Cane e gatto, di Paolo e Lucia Poli (1985)
- Per Dorothy Parker, di Lucia Poli (1985)
- La mamma di Nerone, di Mario Prosperi e Lucia Poli, regia di Mario Prosperi (1985)
- Cellulite addio, di Patrizia Monaco, regia di Antonio Viviani (1987)
- Saranno felici, di Lucia Poli e Laura Fischetto (1988)
- Bambine, di Lucia Poli e Valeria Moretti (1988)
- Vuoto di scena, di Roberto Lerici, regia di Lucia Poli (1989)
- Babar, il piccolo elefante, di Francis Poulenc, regia di Marina Bianchi, Teatro Litta di Milano (1990)
- Donne in bianco e nero, di Lucia Poli (1990)
- Sberleffo d'autore, poesie e canzoni del primo Novecento italiano (1991)
- Corpo insegnante, di Stefano Benni e Lucia Poli, regia di Lucia Poli (1992)
- Lettere d'amore, di Lucia Poli e Valeria Moretti (1992)
- Sorelle d'Italia, di Stefano Benni, Ugo Chiti, Lucia Poli e Patrizia Loreti, regia di Lucia Poli (1993)
- Bestiacce, bestioline, di Aldo Palazzeschi, Lucia Poli, Angela Carter e Stefano Benni, regia di Lucia Poli (1996)
- In attesa della catastrofe, testi di Stefano Benni, regia di Lucia Poli  (1997)
- Deliziosi veleni, di Ivy Compton-Burnett (1998)
- Patricia Highsmith: Brividi (1999)
- L'importanza di chiamarsi Ernesto, di Oscar Wilde, regia di Mario Missiroli (2000)
- Lezioni di cattiveria, di Lucia Poli, Stfano Benni ed Ellekappa, regia di Lucia Poli (2001)
- Il fantasma di Canterville secondo la signora Umney, di Ugo Chiti, regia di Lucia Poli (2002)
- Chanson Colette, di Lucia Poli e Valeria Moretti, regia di Lucia Poli (2004)
- Conversazioni sul tempo, di Lidia Ravera, Lucia Poli e Remo Remotti, regia di Lucia Poli (2004)
- Buffi si nasce, testo e regia di Ugo Chiti (2006)
- Edipo e la Pizia, da Friedrich Dürrenmatt, regia di Lucia Poli (2007)
- Nudi e crudi, di Alan Bennett, regia di Angelo Savelli (2007)
- II diario di Eva, testo e regia di Angelo Savelli (2008)
- Pièce noire, testo e regia di Enzo Moscato, Napoli Teatro Festival Italia (2009)
- Il libro Cuore ed altre storie, di Angelo Savelli e Lucia Poli, regia di Angelo Savelli (2011)
- Cittadine, di Valeria Moretti e Lucia Poli (2011)
- L'importanza di chiamarsi Ernesto, di Oscar Wilde, regia di Geppy Gleijeses (2014)
- Il governo del corpo, di Ida Bassignano e Lucia Poli (2014)
- Animalesse, di Lucia Poli (2016)
- Le sorelle Materazzi, adattamento di Ugo Chiti, regia di Geppy Gleijeses, con Milena Vukotic (2016)
- L'intrusa e È una bella giornata di pioggia, di Éric-Emmanuel Schmitt, regia di Angelo Savelli (2017)
- La Pianessa, testi di Alberto Savinio (2020)
- A spasso con i miei autori, di Lucia Poli (2021)
- Servo di scena, di Ronald Harwood, regia Guglielmo Ferro (2022)

### Regista
- C'era una svolta, di Giorgia O'Brien e Lucia Poli (1980)
- Otto donne, di Robert Thomas (1982)
- Le superdonne, di Valeria Moretti e Daniela Rotunno (1982)
- Gotàn, di Juan Gelman (1983)
- Euridice, musica di Jacopo Peri, libretto di Ottavio Rinuccini (1988)
- Le sorelle Brontë, di Valeria Moretti e Lucia Poli (2002)
- Nerone (ovver la morte di Nerone), di Félicien Marceau (2007)

## Premi e riconoscimenti
- 1997 - Nastro d'argento
  - Migliore attrice non protagonista per Albergo Roma